# Thomas Menge
Thomas Menge (* 2. November 1949) ist ein ehemaliger deutscher Fußballspieler. In der DDR-Oberliga, der höchsten Spielklasse im DDR-Fußball, spielte er von 1973 bis 1975 für den FC Rot-Weiß Erfurt. Menge ist mehrfacher DDR-Juniorennationalspieler.

## Sportliche Laufbahn
Im Alter von zehn Jahren wurde Thomas Menge 1961 in die Fußball-Kindermannschaft des SC Rot-Weiß Erfurt aufgenommen. 1966 wurde er mit der Sektion Fußball des SC Turbine vom neu gegründeten FC Rot-Weiß Erfurt übernommen. Als Juniorenspieler des FC Rot-Weiß bestritt Menge zwischen 1967 und 1968 vier Länderspiele mit der DDR-Juniorennationalmannschaft, in denen er als Verteidiger aufgeboten wurde und einmal zum Torerfolg kam. 1967 wurde er mit dem FC Rot-Weiß Juniorenmeister.
Bei Rot-Weiß Erfurt kam er in der Saison 1968/69 mit der 2. Mannschaft, die in der zweitklassigen DDR-Liga spielte, zu seinem ersten Punktspieleinsatz im Männerbereich. Es blieb bei einem Einsatz, und am Saisonende stieg Rot-Weiß II in die Bezirksliga ab. Erst 1972 gelang der 2. Mannschaft die Rückkehr in die DDR-Liga, wo Menge 1972/73 mit 21 Punktspieleinsätzen (von 22) Stammspieler war. Auch für die Saison 1973/74 wurde er zunächst für die 2. Mannschaft nominiert, für die er in der Hinrunde auch sieben DDR-Liga-Spiele bestritt. Als jedoch in der Oberligamannschaft mehrere Spieler ausgefallen waren, rückte Menge in die 1. Mannschaft auf und absolvierte mit ihr bis zum Saisonende 15 Punktspiele. Dabei wurde er hauptsächlich in der Abwehr eingesetzt. Zweimal spielte er auch im Sturm, wo ihm im Spiel RWE – 1. FC Lokomotive Leipzig (3:1) das erste seiner fünf Oberligatore gelang. Die Spielzeit 1974/75 wurde zur erfolgreichsten Saison in Menges Fußball-Laufbahn. Er absolvierte als Abwehrspieler alle 26 Oberligabegegnungen und kam dreimal zum Torerfolg. 1975/76 schien sich sein Erfolg zu wiederholen, in der Hinrunde war Menge in allen 13 Oberligaspielen dabei. Doch die Partie RWE – Energie Cottbus (5:0), in der er zur Halbzeit ausgewechselt wurde, war sein letzter Auftritt in der Oberliga. In der Rückrunde der Saison wurde er nur noch in der 2. Mannschaft eingesetzt, die inzwischen nur noch in der drittklassigen Bezirksliga vertreten war. Danach beendete Menge nach 54 Oberligaspielen und fünf Toren seine Laufbahn beim FC Rot-Weiß Erfurt.
Zur Saison 1976/77 schloss er sich dem DDR-Liga-Aufsteiger UT Erfurt an. Dort konnte er von den 22 Punktspielen nur sechs Begegnungen bestreiten und blieb auch ohne Torerfolg. Als die BSG UT bereits nach einem Jahr wieder aus der DDR-Liga abstieg, wechselte Menge zum DDR-Ligisten BSG Robotron Sömmerda. Auch dort konnte er 1977/78 nur sechs Punktspiele absolvieren, erzielte aber ein Tor. Die folgende Saison konnte er bis auf ein Punktspiel voll durchspielen und war auch mit drei Toren erfolgreich. Trotz seiner Leistungen musste auch Robotron am Ende der Spielzeit 1978/79 absteigen.
Inzwischen war Menge fast 30 Jahre alt und beendete seine Laufbahn im höherklassigen Fußball. Als Freizeitkicker spielte er noch bis 1981 bei der ZSG Schlotheim, der er 1980 zum Aufstieg in die Bezirksliga verhalf.